# Raden maar
Raden maar was een Nederlands telefoonspelletje als onderdeel in het tweede uur van het KRO-radioprogramma Van twaalf tot twee. Het werd uitgezonden van 1967 tot 1976.
Het spelletje werd gespeeld door Kees Schilperoort die aan een kandidaat, vaak geholpen door familie en vrienden, een geluid op de band liet horen, waarna de kandidaat moest raden wat voor geluid het was. Als het antwoord goed was won men vijftig gulden en Schilperoort vroeg de kandidaat altijd waaraan het geld zou worden besteed. Was het antwoord fout, dan ging het bedrag in de "pot" en de volgende kandidaat kon dan honderd gulden winnen. Had de volgende kandidaat het ook fout dan ging de honderd gulden ook weer in de pot en dat ging door tot het bedrag was opgelopen tot duizend gulden. Was het geluid dan nog niet geraden dan ging men net zolang door tot het geluid wel was geraden maar de prijs bleef duizend gulden. Daarna begon men weer met een nieuw geluid en een pot van vijftig gulden. 
Het programma kende een hoge luisterdichtheid tot soms wel drie miljoen luisteraars. Het spelletje werd in 1976 voor het laatst gespeeld. Op de televisie werd het spelletje ook gespeeld in Studio Vrij.
Na zijn pensioen keerde het spelletje met Schilperoort in 1982 weer terug, nu echter bij Veronica eveneens van twaalf tot twee, maar nu van twaalf tot twee in de nacht. De KRO maakte echter bezwaar en daarom werd het programma vernoemd in De Stemband en moest niet een geluid, maar de stem van een bekende Nederlander worden geraden. Dit spelletje was niet nieuw en werd al eerder gespeeld in het VARA-radioprogramma Z.O. 135.
Sinds 2007 wordt het spelletje weer gespeeld bij de Nederlandse en Belgische Qmusic onder de naam "Het Geluid". Ook bestaan de varianten "De Stemband" bij Radio Veronica en de "Lach van 10" bij Radio 10.